# Brunello (Italia)
Brunello (Brünèl in dialetto varesotto) è un comune italiano di 923 abitanti della provincia di Varese in Lombardia.
Il centro abitato sorge a 411 m s.l.m. e dista circa 8 chilometri dal centro di Varese. Il territorio comunale si estende su un'altimetria che varia dai 337 m s.l.m. ai 423 m s.l.m.
Il territorio fa parte della cosiddetta Valbossa (o Val Bossa già Val Bodia) insieme ai sette centri limitrofi (Azzate, Buguggiate, Crosio della Valle, Daverio, Gazzada Schianno, Bodio Lomnago, Galliate Lombardo).

## Origini del nome

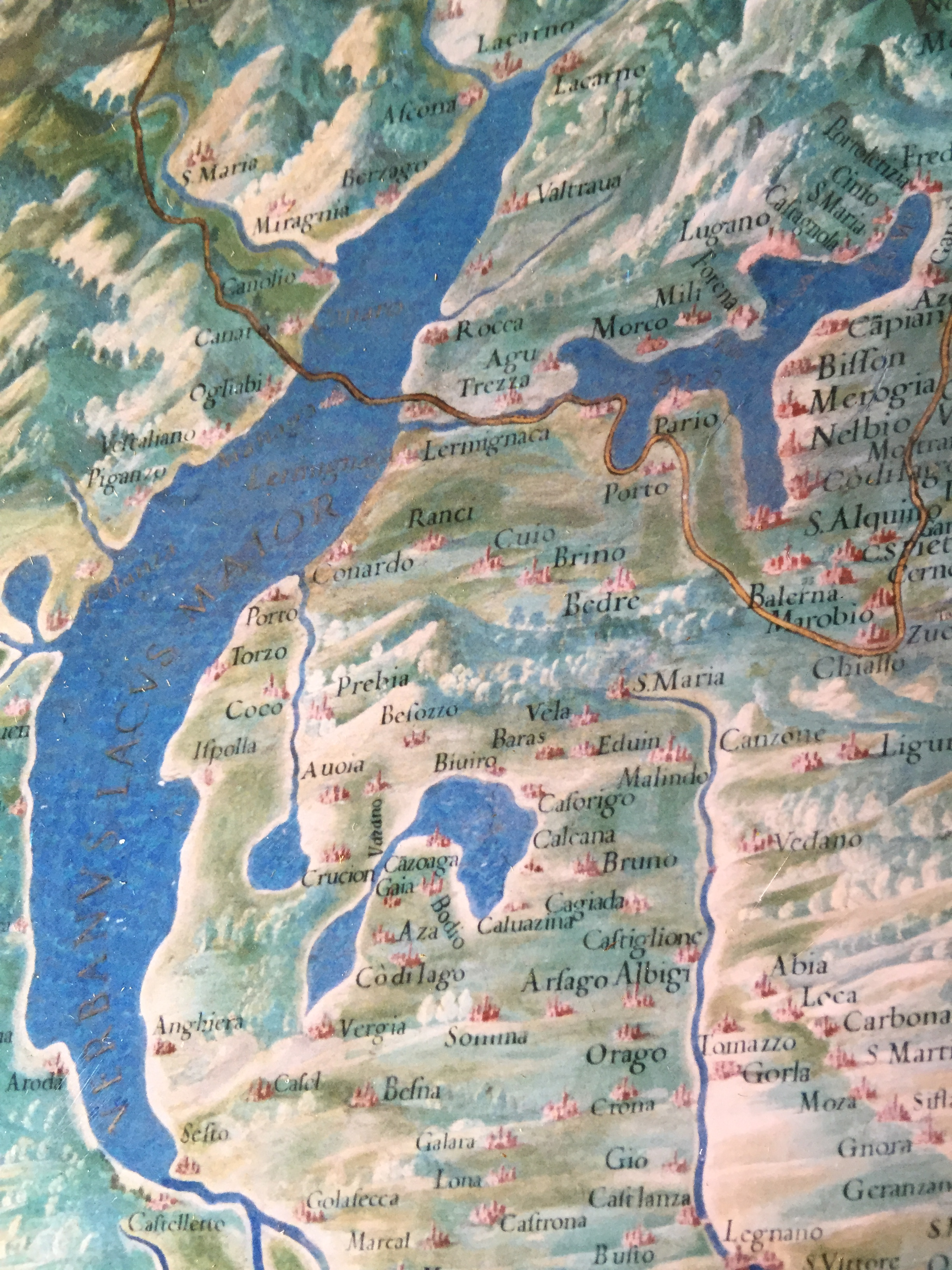
Dettaglio della mappa del Ducato di Milano nella Galleria delle carte geografiche dei Musei Vaticani (Ignazio Danti, 1581); poco sotto il centro è riscontrabile il toponimo Bruno, ossia Brunello.

Il toponimo deriverebbe dall'albero delle prugne, prugnello o prunello. Nella carta del Ducato di Milano ai Musei Vaticani è attestata la forma Bruno. Alcuni autori affermano che Brunello non sia stato altro che un feudo della famiglia Bossi, la quale avrebbe fatto costruire accanto alla casa nella quale viveva, la chiesa parrocchiale. Segno della forte influenza dei conti Bossi su Brunello e territori limitrofi è la presenza evidente della loro insegna, il "bue novello", e di altre epigrafi (di cui una dedicata a Bernardo Bossi) sulla stessa chiesa parrocchiale e sulla casa monacale.

## Storia
L'anno fondativo della parrocchia non è certo, sebbene si abbia conoscenza della consacrazione operata da Melchiorre Crivelli, vescovo di Tegaste e nativo brunellese, il 16 ottobre 1545: l'ultimo architrave della chiesa ne certifica la data con un'incisione. Si presume che la costruzione dell'edificio parrocchiale abbia richiesto meno di 150 anni.

### Simboli
Il comune adotta dal 1992 come stemma un disegno non riconducibile ad alcuna forma araldica, scelto tramite un concorso popolare. Lo statuto dell'ente, approvato dal consiglio comunale il 9 luglio 2001, lo descrive in questa forma:
La descrizione araldicamente corretta si potrebbe rendere in questo modo:
Il disegno è mutuato da un quadro conservato nella chiesa parrocchiale di Santa Maria Annunciata; il motto può essere reso letteralmente come "guardate/contemplate Brunello".
Il gonfalone è un drappo di azzurro.

## Monumenti e luoghi d'interesse

### Architetture religiose
- Chiesa patronale di Santa Maria Annunciata, ricca di notevoli affreschi.
- Chiesa di San Rocco

## Società

### Evoluzione demografica
Il Comune ha visto la sua massima espansione demografica nel 2008 con 1 061 abitanti. Da allora, la popolazione è diminuita costantemente fino a raggiungere i 969 abitanti al 1º gennaio del 2018.
- 274 nel 1805
- annessione ad Azzate nel 1809
- 387 nel 1853
- annessione ad Azzate nel 1927
- 318 nel 1936 (picco minimo demografico dal 1861)
- 1061 nel 2008 (picco massimo demografico)
- 969 nel 2018

Abitanti censiti